# 真普選聯盟

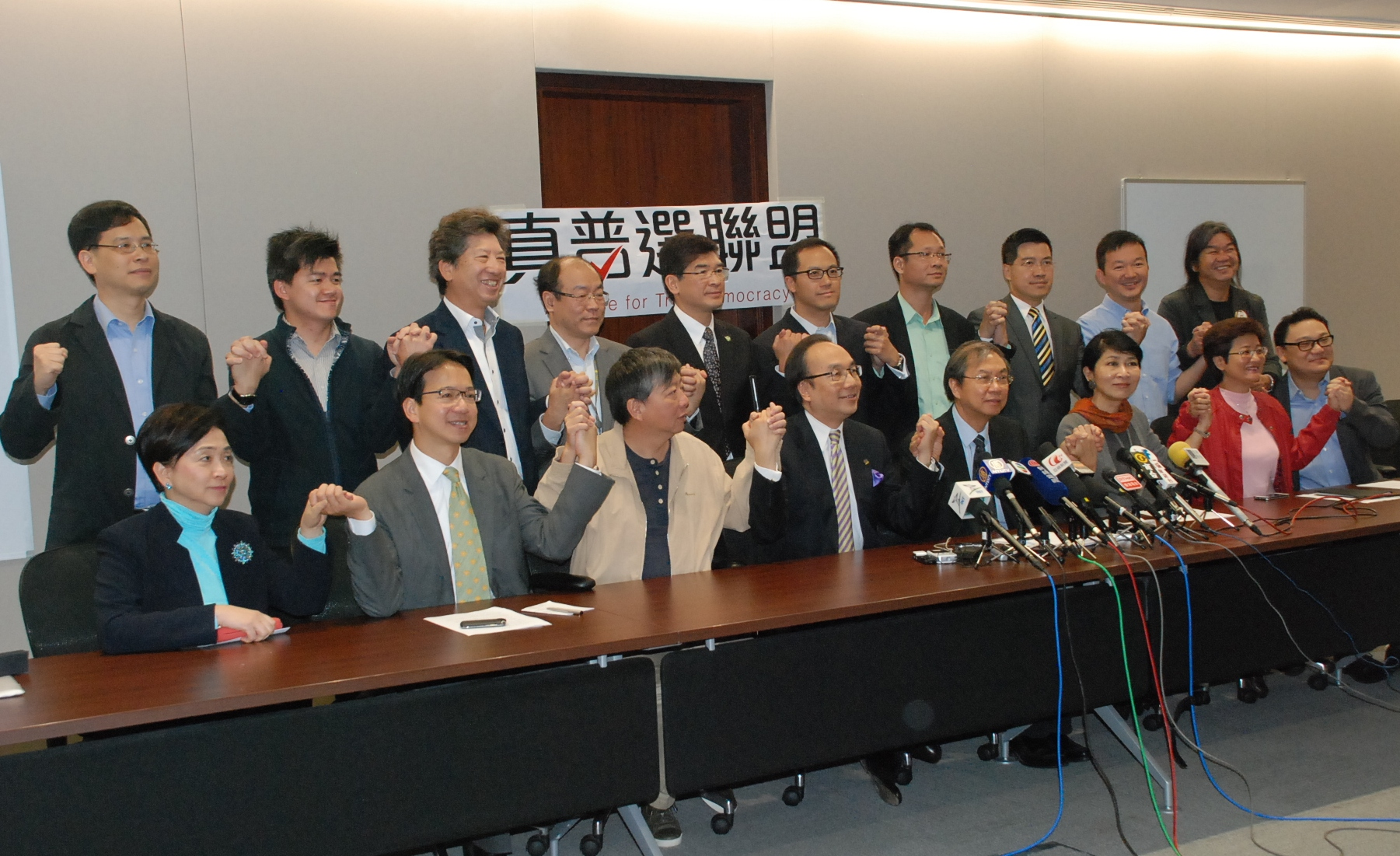
真普選聯盟記者會。

真普選聯盟（英語：Alliance for True Democracy）於2013年3月21日由12個香港民主派政黨及團體聯合成立，目標為推動香港行政長官和香港立法會盡快實現雙普選（即香港行政長官選舉及香港立法會選舉）與「真普選」，召集人為香港城市大學政治學系講座教授鄭宇碩。往日，該聯盟逢週三舉行會議。該聯盟在2020年泛民主派總辭後，已沒有任何香港立法會議席。

## 參與聯盟的政黨及團體
解散前成員團體包括：
1. 人民力量
2. 社會民主連線
3. 公民黨
4. 工黨
5. 街坊工友服務處
6. 香港民主民生協進會
7. 公共專業聯盟
8. 香港社會工作者總工會

真普選聯會亦同時邀請其他學者及團體加入。

## 歷史
2013年3月21日，12個香港民主派政黨及團體聯合成立真普選聯盟，27名民主派香港立法會議員全體加入。人民力量主席劉嘉鴻批評梁振英在推動普選上全無誠意，只是中央人民政府駐香港特別行政區聯絡辦公室及中華人民共和國中央政府的一個傀儡。他表示真普選聯盟是一個全新的平台，讓各個擁有不同想法的黨派將分歧減到最低，努力爭取普選，帶動香港市民爭取普選的聲音。首階段工作是大規模地宣傳普選，及於同年年底前制定一個「可以接受」的香港政治制度改革方案。公民黨黨魁梁家傑表示，香港泛民主派只有合作的必要，無分裂的條件，好的開始就是成功的一半，必須團結爭取「真普選」。工黨主席李卓人批評，中華人民共和國中央政府無誠意推動「真普選」，形容目前是與中共及既得利益集團對決的關鍵時刻。民主黨副主席蔡耀昌則強烈譴責，中華人民共和國政府在全國人民代表大會、地方各級人民代表大會及中國人民政治協商會議期間放出風聲，指出香港行政長官選舉或者會有預選機制，表明不排除以公民抗命的方式爭取普選。真普聯的第一階段工作為啟動香港市民參與討論普選方案，清楚界定香港市民對普選的訴求、方案及底線，之後尋求各界共識，再向香港特別行政區政府提交建議。第二階工作為就向香港政府、中共黨和國家領導人以至國際社會宣示訴求。真普選聯盟呼籲香港政府盡快展開香港政治制度改革諮詢，而普選方案應該以國際標準制訂，需要符合聯合國《公民權利和政治權利國際公約》的規定。真普選聯盟又表示，如果香港行政長官選舉任何篩選或者預選機制令到廣泛受到香港市民支持的人士無辦法參與選舉，必然是「假普選」。
2013年3月29日下午，真普選聯盟10多名代表遊行至中聯辦，沿途高呼口號，要求「真普選」，又向全國人大法律委員會主任喬曉陽「下戰書」，邀請他出席真普選聯盟所舉辦的論壇，與廣大香港市民討論何謂「真普選」。
2013年4月4日，真普選聯盟表示計劃邀請建制派人士出席於同年5月舉行的研討會，對象包括香港基本法委員會委員會副主任梁愛詩、港區人大代表譚惠珠、行政會議成員張志剛和民建聯代表等等。
2013年4月7日，真普選聯盟舉行第一場研討會，在香港城市大學舉行。研討會開始前，愛護香港力量成員在場外叫喊，要求縮短講者的演講時間。研討會一開始時由莫乃光發言，發言幾分鐘後，台下開始有人叫喊，大會先行暫停十分鐘後再開始，惟同樣情況再發生；台下約30名自稱支持政府的人士與其他在場人士互相對罵，有人拍掌，又有人舉起橫額，場面失控，召集人要求保安員維持秩序，惟仍然未能夠控制場面。最後，真普選聯盟報告警察，並且宣布腰斬論壇。
2013年5月5日下午，真普選聯盟舉行研討會，出席的香港民主民生協進會主席廖成利表至希望可以透過真普選聯盟、香港2020及佔領中環等醞釀「真普選」方案，又希望「真普選」符合國際人權普及而平等的標準和基本法。人民力量主席劉嘉鴻表示，香港民主的迫切性和香港市民爭取普選的決心非常重要。他表示，未必同意佔領中環的做法，但是認同佔領中環可以令到香港市民知道實行普選的迫切性。前全國政協委員劉夢熊引述兼任中央港澳工作協調小組組長的全國人大常委會委員長張德江早前言論，表示香港首要發展經濟以及改善民生，相對鄰近地區，香港的優勢已經變得薄弱為不爭的事實，何時展開政治制度改革諮詢需要視乎香港社會的主流意見，惟前提是不應該令到香港社會內耗、影響民生及經濟發展。他又表達擔心佔領中環開啟壞的先例，導致香港永無寧日，擔心以後香港人凡是有訴求，都會佔領中環要脅中央政府，希望佔領中環的發起人懸崖勒馬。發起佔領中環的戴耀廷就此再次強調，佔領中環只是最後一步，並且表示將會和平進行。民間人權陣線召集人孔令瑜表示，過去十幾年香港民主的發展原地踏步，他表示支持佔領中環，希望公開違反不公義的法律。此外，台下公眾發言時，支持及反對者多次互相喝倒采，及後爆發罵戰。研討會結束時，雙方發生衝突，嘉賓需要由保安員護送離開現場。
2013年5月8日，真普選聯盟將會公布就普選方案達成的七大共識。5月9日，真普選聯盟公布了普選行政長官選舉辦法的初步建議，建議以一人一票方式選舉提名委員會會員；而參選人只需要獲得提名1/8委員的提名，或者一定選民聯署提名，及不要求必須取得任何指定界別的提名就可以參與選舉，惟此建議未獲得內部一致贊成。建議普選行政長官選舉若然在首輪投票中，任何候選人獲得逾半有效投票，即宣告當選。然而，如果無候選人在首輪投票中取得逾半有效投票，最高票的兩人就會進入第二輪投票，在第二輪投票得票比較多的一位就會當選行政長官。其他建議重點包括，不接受參選人被預選或者篩選，提名委員會必須由香港選民以一人一票方式選舉出來、提名委員不可以重複提名、不設立候選人的數目限制、參選人不可以提交多於1/6委員提名人數的提名投票等，長遠廢除提名委員會。初步建議將會交由8名學者組成的學者團體歸納成為方案，預計於同年6月推出草擬方案。前律政司司長暨香港特別行政區基本法委員會副主任梁愛詩表示，上述的委員會產生辦法建議變成將提名權力投放在選民手中，而非提名委員會手中，此舉不合乎《基本法》的規定，亦與2007年在人大常委會上的決定不相符；但是認為1/8委員提名及兩輪投票的建議皆可以考慮。她表示，現在最重要的是為各方提出的不同方案去蕪存菁，作出討論。初步建議初步獲得泛民主派24名立法會議員接納，人民力量主席劉嘉鴻表示，執事委員會將會進一步討論，若果人民力量不接受此初步建議，不排除將會退出聯盟。人民力量立法會議員陳偉業和黃毓民則表示，與真普選聯盟可以各自表述立場。
2013年6月19日，真普選聯盟制訂了2017年行政長官選舉建議方案以及2016年和2020年立法會選舉的中途及終極普選建議方案，並且交由各黨派討論及確認，預計最快於同月月底至7月月初確立行政長官選舉方案，立法會選舉方案則最快於7月月中旬確立。前者建議方案建議由全香港合資格的選民以一人一票方式選出提名委員會委員，參選者只需取得1/8至1/6的委員提名，或者取得50,000名選民聯名簽署，即可妁參與行政長官選舉；候選人則需要在首輪或者次輪投票中取得逾半票數選民的支持，才可以當選成為行政長官。後者建議方案建議，要求於2016年取消所有功能界別議席，提早落實立法會全面普選，惟如果堅持於2016年保留部分功能議席，真普選聯盟將會要求直選議席數目必須多於功能議席，以及取消分組點票制度。於2016年或者2020年取消所有功能議席後，真普選聯盟建議最少一半立法會議席由單議席單票制選出，餘下一半或者少於一半則由全香港單一大選區的比例代表制產生。
2013年8月7日，真普選聯盟舉行每週例行會議前，民主黨主席劉慧卿公開指摘人民力量「收北京錢」，又發表「普選目標非公民提名」的言論，引發其他泛民主派政黨的不滿意。多位前線政黨成員在會議前「踩場」，抗議劉慧卿的的言論為毫無根據及屬於雙重標準，要求真普選聯盟澄清立場。在會議上，真普選聯盟首先討論了人民力量去信召集人鄭宇碩此一事宜，劉嘉鴻指摘民主黨破壞真普選聯盟的團結性，蔡耀昌即時反唇相譏，雙方就此對罵逾10分鐘。此外，公民黨黨魁梁家傑在席上強調同意「公民提名」方案，並且要求各政黨在未來落區宣傳中，重點推動真普選聯盟所提倡的「公民提名」和「無篩選」兩項主張，直接否定民主黨的主張。
2013年9月，真普選聯盟委託的學者顧問團繼於月前定出行政長官選舉的三個方案後，再就立法會選舉定出2016年過渡方案和2020年最終方案。顧問團提出單議席單票制，認為此種制度有助於大黨獲得比較多的議席，避免議會過於分裂。此外，顧問團建議2016年立法會選舉取消分組點票及超級區議會議席，總議席增加至80席，地區直選佔60席，當中35席沿用過往的分區比例代表制選出，餘下25席則以不分區比例代表制或者單議席單票制選出。顧問團提倡將現存30席功能組別分類為專業、工商及各經濟產業、社會及政治等3個功能界別，並且按照比例分配原來2/3議席數目，各大界別選民或者法團就其大界別投票。2020年最終方案方面，顧問團建議該屆的總議席增加至90席，當中40至50席由每區80,000至100,000名選民及單議席單票制產生，認為有助於壓縮立法會的政黨數目。方案一建議沿用現時分區直選的最大餘額法及黑爾商數法，以不分區比例代表制選出餘下50位代表；方案二則提議將劃分為6至7個選區，以分區比例代表制選出40席。
2013年9月4日，真普選聯盟舉行每週例行會議，討論2016年香港立法會選舉中途方案及2020年香港立法會選舉普選方案，其中人民力量及社會民主連線堅持應該於2016年當屆即時取消功能界別，要求真普選聯盟提供相關選項供予香港市民選擇。
2013年9月8日，真普選聯盟在旺角行人專用區舉行街頭論壇。
2013年9月11日，真普選聯盟將會於每週例行會議上，與香港大學民意研究計劃鍾庭耀就電子投票的實質操作及方法作出商討，包括成本、時間及技術等。
2013年10月，真普選聯盟就行政長官選舉的原則舉行民意調查，等待香港政府公布方案後，就會進行全民電子投票，預計於3週後可以獲得結果。同年3日，真普選聯盟學者顧問團公布2016年立法會選舉中途方案及2020年立法會普選方案，建議前者選舉總議席增加至80席，並且取消分組點票及超級區議會議席。60席地區直選方面，35席沿用過往的分區比例代表制，餘下25席則以不分區比例代表制或者單議席單票制選出。學者顧問團又提倡將現存30席功能組別分為專業界、工商界及各經濟產業、社會及政治界等功能界別，按界別原本議席數目，減少至2/3議席數目。至於後者選舉，建議總議席增加至90席，當中40至50席由每區80,000至100,000名選民以單議席單票制的選舉模式產生，認為有助壓縮立法會內的政黨數目。方案一建議沿用現時分區直選的黑爾數額和最大餘額方法，以全香港不分區比例代表制選出餘下50位代表。方案二則提議將全香港劃分為6至7個選區，以分區比例代表制選出40席。
2013年11月，真普選聯盟委託香港大學民意研究計劃，以電話訪問逾千名香港市民，調查他們對真普選聯盟三個普選方案的看法，結果62%受訪者支持以「公民提名」方式直接由合資格選民提名普選行政長官候選人，約40%反對單獨由提名委員會提名。提名委員會組成方面，最多受訪者支持將香港分成約20個區，再以比例代表制每區平均選出約20名代表，組成一個全部由直選產生的400人所組成的提名委員會。對於沿用現行行政長官選舉委員會的四大界別組成提夠委員會，53%受訪者反對。真普選聯盟召集人鄭宇碩表示，真普選聯盟將會參考是次結果，於年底前定出最終方案，再由全民投票決定。對於2016年香港立法會選舉，支持即時取消所有功能界別議席與逐步減少功能議席的受訪者幾乎各佔一半，他們將會於同月月底進行第二次民意調查，以進一步了解香港市民對真普選聯盟4個立法會選舉方案的意見。同年27日，真普選聯盟舉行每週例行會議，決定普選行政長官建議方案，方案將由各泛民政黨及議員投票選出，預計於2014年1月結果。真普遍聯盟亦首次與民主人權陣線合作辦辦元旦遊行，並且表示希望與民主人權陣線加強合作。

### 2017年香港行政長官選舉「三軌制」提名方案
2013年12月8日，
民主黨及工黨分別提出普選方案，同樣建議於2017年香港行政長官選舉「提名三軌制」，即市民只需要循公民、政黨或者提名委員會任何一個中，取得足夠有效提名即可以報請參與選舉，同時容許行政長官擁有政黨背景，惟工黨建議的公民提名的門檻只訂於30,000人，比較民主黨的方案少一半；真普選聯盟主流對此提案支持。
2014年1月8日，真普選聯盟公布2017年香港行政長官選舉方案，提出「提名三軌制」方案，參選人可以透過三種方法取得提名參選，方案除了《基本法》第45條規定的提名委員會外，亦包括公民聯署提名和政黨提名。召集人鄭宇碩強調此是「全面完整方案」，重申取走公民提名、政黨提名、提名委員會任何一者，都不是真普選聯盟的方案；方案詳細如下：

1. 公民提名：參選人獲得1%登記選民具名聯署提名
2. 政黨提名：於最近一次立法會選舉中，獲得直選部分全香港總有效票數5%或以上的政黨或政治團體，單獨或聯合提名一名參選人
3. 提名委員會提名：由官方提名委員會成員直接提名參選人

提名需要經由提名委員會確認，真普選聯盟認為提名委員會難以不確認得到公民支持的人報請參選，又反駁建制派認為此舉將會削弱提名委員會的質疑。方案並無為候選人數目設置上限，真普選聯盟建議採用兩輪決選法，若然首輪在投票未有人取得過半數選票，即進行次輪投票，由高票者當選。
對於「三軌提名制」提名方法是否缺一不可，民主黨及人民力量意見存有嚴重分歧。真普選聯盟召集人鄭宇碩承認在討論過程中有成員對「缺一不可」的講法感到不舒服，所以真普選聯盟決定不採用有關字眼，以便有足夠的論述空間。鄭宇碩表示，目前所有成員在政府公布政治改革方案前，都會全力推動真普選聯盟的唯一方案。2014年1月11日，行政會議召集人林煥光表示，期望政制諮詢專責小組可以對此仔細研究。行政會議成員張志剛在出席電台節目時，則表示上述方案仍然存有妥協空間。

## 爭議
「守護中環」發起人於2013年4月3日聯同約10名網民到達公民黨總部示威，要求向身兼公民黨黨員的真普選聯盟召集人鄭宇碩遞交請願信，他們批評真普選聯盟於4月7日舉行的政治制度研討會只邀請香港泛民士派人士出席，無支持香港政府的聲音，做法並不民主。